# IntelCenter
IntelCenter ist ein US-amerikanisches Unternehmen mit Stammsitz in Alexandria, Virginia, nahe Washington, das 1993 gegründet wurde. Es beobachtet im staatlichen Auftrag terroristische Gruppen, besonders aus dem Bereich des Islam.
Bekannt geworden ist das Unternehmen durch verschiedene Videobotschaften von al-Qaida, die es an die westliche Presse weitergab. Zuletzt meldete das Unternehmen eine Terrordrohung gegen Deutschland von dem Islamisten Bekkay Harrach.